# VampireFreaks.com
VampireFreaks.com ou simplesmente VF é um site online para as subculturas gótica-industrial e outras relacionadas em 1999 por Jethro Berelson (Jet). O site começou com com um pequeno numero de fóruns sobre a musica gótica-industrial mas nos últimos anos ganhou popularidade quando a comunidade gótica mundial cresceu.
Vampire Freaks realiza eventos e festas góticas. VF também tem uma loja de roupas criada depois do site localizada na cidade de Nova Iorque. O site também tem sua loja de música virtual, Jet regularmente atualiza o site com informações sobre bandas de estilos como Metal, Gótico e Industrial.

## Controvérsias
Vampire Freaks, assim como MySpace e Facebook tem sido relacionado a homicídios nos últimos anos, em diversos países como EUA, Canadá e Austrália. Incluindo um triplo homicídio em Medicine Hat, Alberta no Canadá. Uma garota de 12 anos morta pelo seu namorado de 23 que se comunicava pelo vampirefreaks.com. Um suicídio em Dawson College em Montreal foi ligado ao site. Alem disso, dois homens de Toronto fingindo ser uma mulher mataram um menino de 12 anos com 72 facadas que conheceram pelo site. O site tambem foi ligado a um incêndio no Minnesota e estupro de mulheres menores de idade em Nova Iorque e Texas. Na Austrália um homem de 50 anos e seu filho de 19 foram acusados de criar um perfil fictício no site para conhecer Carly Ryan, 15. O pai viajou para Adelaide em janeiro de 2007 para o aniversario de 15 anos da garota, que foi afogada e encontrada flutuando nas águas do Port Elliot no sul da Austrália um mês depois. Os dois homens que não podem ser identificados negaram a morte da adolêcente. Em dezembro de 2007 na Califórnia um homem de 23 anos conheceu uma garota de 13 alegando ser maior de idade, os dois alegaram ter tido relações sexuais. Na Califórnia é crime, mesmo se o menor alegar ter mentido sua idade. O homem foi preso e o um processo ficou duas semanas sobre ele, mas como a menina dizia não se lembrar de nada das relações sexuais o homem foi declarado inocente.